# Надеждино (Багратионовский район)
Надеждино — посёлок в Багратионовском районе Калининградской области. Входит в состав Гвардейского сельского поселения.

## История
В 1910 году в Лампаше проживало 159 человек, в 1933 году - 155 человек, в 1939 году - 167 человек.
В 1946 году Лампаш был переименован в Надеждино по предложению колхозников, переселившихся из Надеждинского сельсовета Ерминского района Рязанской области.

## Население
| 2002 | 2010 |
| ---- | ---- |
| 278  | ↘265 |